# Frielingen (Adelsgeschlecht)

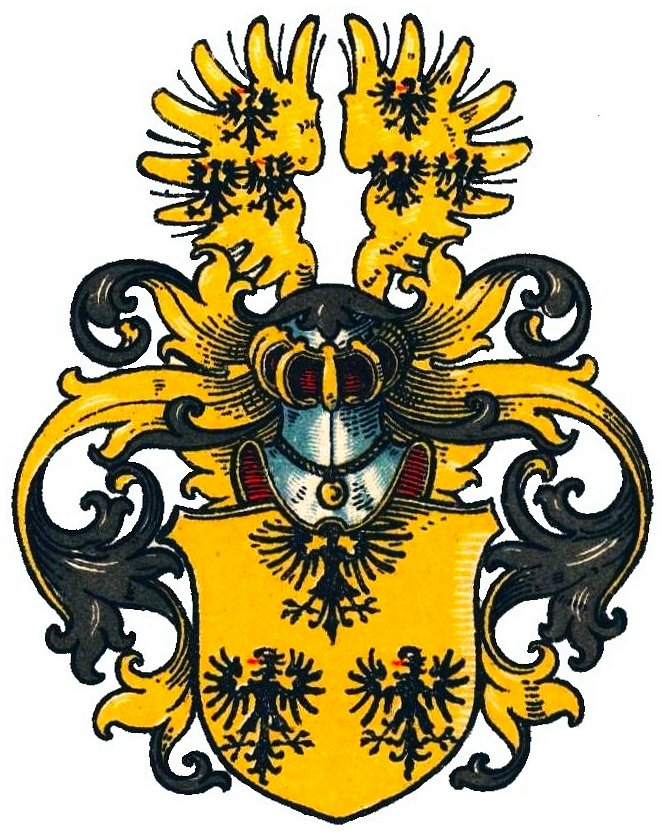
Wappen derer von Frielingen im Wappenbuch des Westfälischen Adels

Frielingen (auch Frilingen o. ä.) ist der Name eines erloschenen hessischen Adelsgeschlechts.

## Geschichte
Das Geschlecht führte seinen Namen nach dem Ort Frielingen, heute ein Ortsteil von Kirchheim im osthessischen Landkreis Hersfeld-Rotenburg. Die Familie errichtete dort schon vor 1142 eine Burg. Mit Didericus de Frilingun erscheint damals erstmals ein Familienmitglied unter diesem Namen. Der Ort war zu jener Zeit wohl ein Lehen der Abtei Hersfeld. 1365 verkaufte die Familie den Besitz in Frielingen wiederkäuflich an die Herren von Reckrodt.
Im 15. Jahrhundert war ein Heinrich von Frielingen Dekan der Abtei Fulda und Propst des Klosters St. Sixtus in Holzkirchen. Er wurde im Februar 1438 von Abt Johann I. wegen unerlaubter Abwesenheit der Apostasie und Herumtreiberei beschuldigt und deshalb mit Amtsenthebung bedroht.

## Wappen
Blasonierung: In Gold drei (2:1) schwarze Adler. Auf dem Helm ein offener goldener Flug, jeder Flügel mit den drei Adlern belegt. Die Helmdecken sind schwarz-golden.